# 伊丹弥太郎

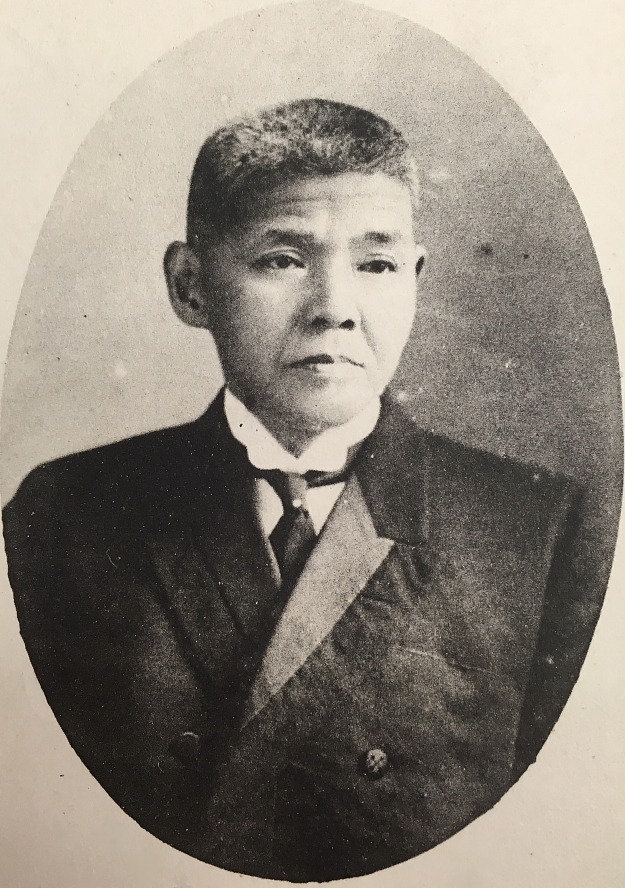
伊丹弥太郎

伊丹 弥太郎（伊丹 彌太郎、いたみ やたろう、慶応2年12月12日（1867年1月17日） - 1933年（昭和8年）10月3日）は、明治から昭和初期にかけて活動した日本の実業家。
現在の佐賀県佐賀市出身。父の事業を継いで佐賀の栄銀行（佐賀銀行の前身の一つ）頭取を務め、同行を中心に多数の企業に関係して「佐賀財閥」と呼ばれる地方財閥を築いた。また佐賀県下有数の地主でもあり、佐賀県多額納税者として貴族院議員を1期7年務めている。
佐賀県外では電気事業や鉄道事業にかかわり、九州電灯鉄道・東邦電力社長、九州鉄道（現・西日本鉄道）初代社長を歴任した。

## 経歴

### 佐賀財閥の形成
伊丹弥太郎は慶応2年12月12日（1867年1月17日）、佐賀県士族伊丹文右衛門の長男として生まれた。生家の伊丹家は、江戸時代には佐賀藩の御用商人であった家で、屋号を「鉄屋」と称し、深川家・古賀家とともに佐賀の富商として知られた。明治維新後は当主伊丹文右衛門の下で米穀業から金融業・酒造業・金物業などへと事業の裾野を広げ、1882年（明治15年）5月には一族の資力を集め家業の金融業を基礎として佐賀に栄銀行を設立した。
1893年（明治26年）3月に父文右衛門が病没すると伊丹は27歳で家督を継ぎ、父が創立以来頭取であった栄銀行の2代目頭取となった。以後伊丹は、市内の商家や一般市民に対する個人取り引きを積極化するなど銀行経営の近代化を推進する。さらに栄銀行以外にも、1895年（明治28年）に真宗信徒生命保険（後の東京生命保険）の設立に参加したのを契機に、佐賀貯蓄銀行（1896年）、佐賀セメント（1897年）、佐賀県農工銀行（1898年）、広滝水力電気（1906年）などと相次いで企業の設立および経営に関係し、事業の幅を広げていった。これらの会社は栄銀行と直接・間接の関係があり、事業の発展とともに栄銀行の業績も伸長した。また実業界の傍ら伊丹は佐賀県の大地主でもあり、大正の初めには佐賀県で首位の多額納税者であった。このように伊丹家は佐賀県に密着した地方財閥として発展し、姻戚関係にあり海運・造船・土地事業で発展した深川家とともに「佐賀財閥」を形成した。

### 電気事業での活動

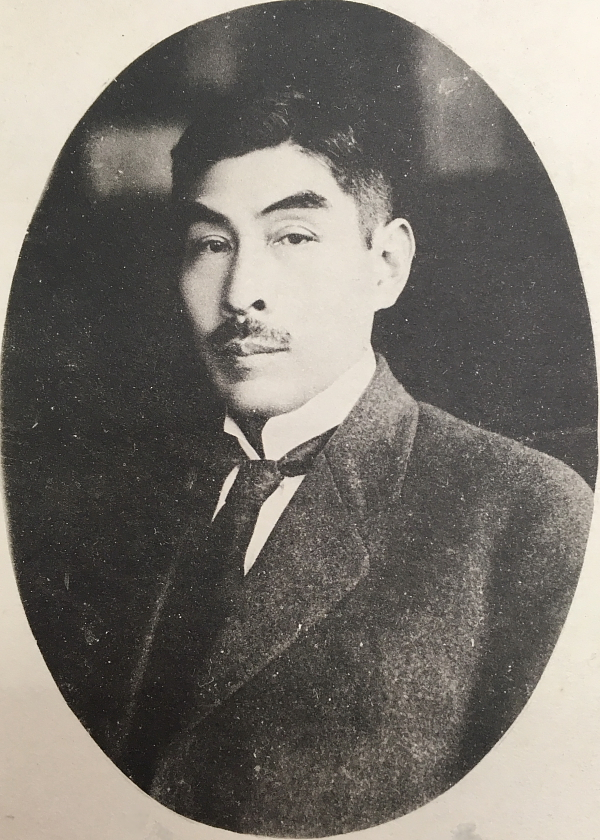
松永安左エ門

伊丹が関連した会社のうち広滝水力電気は、佐賀県で最初の電力会社であった。同社は佐賀県出身の実業家牟田万次郎が主導した水力発電計画が起源で、伊丹は佐賀百六銀行頭取中野致明、大川運輸社長深川文十ら佐賀の有力財界人とともに会社の発起人に加わり、1906年（明治39年）の会社設立とともに取締役に就任した。さらに広滝水力電気が規模を拡大して1910年（明治43年）に九州電気へと改組すると伊丹は専務取締役に昇格している。
1912年（明治45年）6月、伊丹が専務を務める佐賀の九州電気と、福岡市を中心に電気事業と路面電車事業を営む博多電灯軌道（旧博多電灯・福博電気軌道）が合併し、九州電灯鉄道（本社福岡市）が発足する。合併に際して筆頭株主で博多電灯軌道相談役の福澤桃介が新社長の候補であったが、福澤が社長就任を辞退したため、伊丹がこの九州電灯鉄道の社長に就任した。以後、九州電灯鉄道は相次ぐ合併・買収により供給区域を福岡・佐賀両県のみならず長崎県・熊本県・山口県へと拡大し、資本金5,000万円という有力な電気事業者へと発展していく。この中で、会社の統合は人々からの信望が厚い伊丹だからこそ順調に進んだと当時評された。ただし伊丹は会社の実務には携わっておらず、常務の松永安左エ門・田中徳次郎が実務を担当するという経営体制が採られていた。
1915年（大正4年）9月、福岡と久留米を結ぶ電気鉄道の建設を目指す筑紫電気軌道（後の九州鉄道。西日本鉄道（西鉄）の前身の一つ）が伊丹を含む九州電灯鉄道関係者によって設立されると、伊丹はその初代社長に就任した。許認可の遅れで開業まで時間を要したが、九州鉄道は1924年（大正13年）に路線を開通させた。この路線は現在の西鉄天神大牟田線の一部にあたる。

### 戦後恐慌と没落
1918年（大正7年）佐賀県の多額納税者の互選によって貴族院多額納税者議員に就任した。在任期間は同年9月29日から1925年（大正14年）9月28日までの7年間で、所属会派は研究会である。この間の1921年（大正10年）、福澤桃介が経営していた愛知県名古屋市の電力会社関西電気（旧・名古屋電灯）の経営を松永安左エ門が引き継ぐこととなり、同年12月、伊丹が福澤に代わって関西電気社長、松永が同副社長に就任した。関西電気と地理的に遠く隔てられた九州電灯鉄道は翌1922年（大正11年）5月に合併。6月の社名変更によって中京地方と九州地方を供給区域とする資本金1億円超の大電力会社・東邦電力（本社東京）が成立した。
東邦電力は以後、大手電力会社「五大電力」の一角として発展していく。伊丹はこの東邦電力の社長となったのであるが、他の事業も抱えることから成立当初から経営をもっぱら代表取締役副社長の松永安左エ門に委ねていた。このため経営の実権を握っていたのは松永であり、伊丹は社長ではあるものの「お飾り」であったという。
一方頭取を務める栄銀行に目を向けると、1920年代に入ってから同行の関連企業は第一次世界大戦後の反動恐慌で軒並み経営が悪化していた。業績悪化によって関連企業からの借入金返済が滞り、逆に資金援助を求められた結果、1921年（大正10年）以降栄銀行の経営も悪化してしまう。とくに大口貸出先であり、伊丹家と姻戚関係にあった深川家の経営にかかる深川造船所が1924年8月に休業・破綻すると完全に行き詰った。経営難に陥った栄銀行は、深川造船所の事後処理に関係して1925年5月1日付で大島小太郎が頭取を務める唐津銀行（現・佐賀銀行）に吸収合併された。伊丹家と表裏一体であった栄銀行が消滅したことで、造船所が破綻した深川家とともに伊丹家は大正末期には没落した。
1928年（昭和3年）5月30日、伊丹は東邦電力社長を辞任、副社長の松永が後任社長となった。さらに九州鉄道の社長からも1930年（昭和5年）12月に退いている。その3年後の1933年（昭和8年）10月3日に死去。満66歳没。

## 主な役職
- 貴族院多額納税者議員 ： 在任期間1918年9月 - 1925年9月。
- 株式会社栄銀行頭取 ： 1893年3月就任、1925年5月唐津銀行（現・佐賀銀行）と合併。
- 九州電灯鉄道株式会社社長 ： 1912年6月就任、1922年5月関西電気と合併。
- 東邦電力株式会社社長 ： 1921年12月就任（当時は関西電気）、1928年5月退任。
- 九州鉄道株式会社社長 ： 1915年9月就任（当時は筑紫電気軌道）、1930年12月退任。現・西日本鉄道。